# Bulman
Bulman es una ciudad de estación de ganado de comunidad aborigen en la región del outback situada en el Territorio del Norte de Australia. Es una de las comunidades situadas más al norte en el Territorio del Norte, que está en el camino central de Arnhem a unos 400 kilómetros al este-sureste de Darwin, Australia.

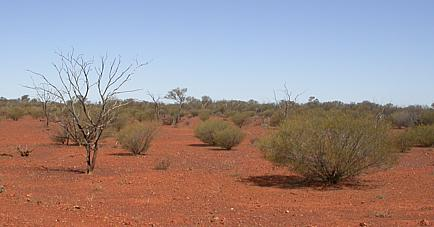
Paisaje típico del outback, al norte de Coober Pedy

Durante un tiempo, en el año 2010, fue el lugar más húmedo en Australia, tras haber recibido 443 mililitros de lluvia en 24 horas.

## Residentes Notables
Los actores Chris Hemsworth y Liam Hemsworth se criaron en Bulman.